# Stella Marks
Stella Lewis Marks MVO, RMS, ASMP (27 de noviembre de 1887 - 18 de noviembre de 1985) nació en la ciudad de Melbourne, Australia . Fue una artista, activa en Australia, los Estados Unidos de América y Gran Bretaña . Es más conocida como miniaturista de retratos, aunque también realizó obras más grandes en óleo, carboncillo y pasteles.
Fue miembro de la Royal Society of Miniature Painters, Sculptors and Gravers, y de la American Society of Miniature Painters . A principios del siglo XX, pintó a varias personajes de renombre, particularmente en Estados Unidos, antes de mudarse al Reino Unido en 1934.
En 1948, el Duque de Edimburgo le encargó pintar un retrato en miniatura de la Reina Isabel II, que entonces era Su Alteza Real la Princesa Isabel, y desde entonces pintó 14 miniaturas de miembros de la familia real británica .  Se le otorgó el honor, Miembro de la Real Orden Victoriana el 30 de diciembre de 1978.
Estaba casada con su compañero artista Montagu Marks, quien se hizo prominente en la industria cinematográfica británica como gerente general de London Films .

## Vida y trabajo
Stella Marks nació en Carlton, Melbourne, Australia, de Mary (de soltera Fennell) Lewis y James Joseph Lewis. Recibió su formación artística en la National Gallery of Victoria Art School con Lindsay Bernard Hall y Frederick McCubbin .
En 1912, pintó su primera miniatura después de que sus compañeros artistas Penleigh Boyd y Montagu Marks la convencieran de hacerlo.
Se mudó a la ciudad de Nueva York con su esposo en 1914 y rápidamente se hizo un nombre en los círculos artísticos y sociales. En 1916, el gobernador general de Canadá, el duque de Connaught y Strathearn, le encargó pintar una miniatura de su hija, la princesa Patricia de Connaught . Se informó que se imprimieron y vendieron 100.000 copias de la miniatura en nombre de la Cruz Roja Canadiense, ya que la Princesa lo consideró el mejor retrato existente de sí misma . La princesa Patricia entregó copias firmadas a los familiares de cada miembro caído de su regimiento, "The Princess Pat's".
Algunas otras miniaturas de retratos notables pintadas entre 1915 y 1934 durante su tiempo en Estados Unidos (que también incluyeron viajes a Japón, Australia y Gran Bretaña ) fueron del famoso espía Sydney Reilly y su 'esposa' Nadine; las actrices Marjorie Williamson, Sra. Madge Carr y Edith Day ; músico, Jan Cherniavsky; multimillonario, Knox Studebaker; una dama japonesa, la Sra. T.Akaboshi; el ocultista Aleister Crowley ; la música y bailarina, Maud Allan ; y Joseph McKenna, Juez Asociado de la Corte Suprema de los Estados Unidos . Los dos últimos fueron adquiridos por Felton Bequest en nombre de la colección permanente de la Galería Nacional de Victoria.
En 1934, aunque no era ciudadana estadounidense, a Marks se le ofreció la presidencia de la Sociedad Estadounidense de Pintores en Miniatura. Tuvo que rechazar el honor debido a su mudanza al Reino Unido. Dejó Nueva York porque su esposo, Montagu Marks, se unió al magnate del cine Alexander Korda y se convirtió en gerente general de London Films Productions. En ese momento, Montagu Marks fue fundamental para ayudar a asegurar la financiación de Alexander Korda de Prudential Insurance.
Entre 1931 y 1940, varias obras de Marks se exhibieron en la Royal Academy of Arts de Londres.
En 1941, pintó una miniatura de Mary Churchill, la hija menor de Winston Churchill . Se dice que Winston Churchill siempre llevaba la miniatura consigo en sus viajes de guerra.
En 1948, por recomendación de Sir James Mann, director de la Colección Wallace, el duque de Edimburgo encargó a Marks que pintara a Su Alteza Real la Princesa Isabel. Como resultado de este encargo real, pintó miniaturas del príncipe Felipe y todos los niños reales, incluido el primer retrato del príncipe Carlos, de dos años.
Otra miniatura notable del trabajo posterior de Marks fue una "miniatura dentro de una miniatura" de Sir Winston Churchill pintada en 1966.
El 30 de diciembre de 1978, Marks recibió el honor, Miembro de la Orden Victoriana.
En 1980, renunció a la Royal Miniature Society porque se había quedado casi completamente ciega.
Marks murió el 18 de noviembre de 1985 en Kent, Reino Unido.